# 愛禾みさ
愛禾 みさ（あいか みさ、1976年11月2日 - ）は、福岡県久留米市出身のタレント。

## 略歴
1993年1月、マイカルハミングバードから藤原久美名義でCDデビューした。デビュー曲「純愛」がジョンソン・エンド・ジョンソンベビーローションのCMで使われたが、本人は当該CMに出演していなかった（フジテレビ『夜鳴き弁天』最末期にアバンBGMで使用された）。曲は話題になったものの（カップリング曲の「卒業の朝」はフジテレビ『北野ファンクラブ』1993年1月～3月のエンディングテーマになっている）売れず、6月発売予定だったセカンドシングルはお蔵入りに。なお、本人による作詞である。その後、桜っ子クラブさくら組に参加し黒沢真琴に改名。桜っ子クラブ終了後は愛禾みさに再度改名して、セクシー系の女優として活動。
同時期に活動したアイドル・井上麻美は中学校の美術部の1年先輩で、デビュー当時に雑誌『近代映画』で対談したことがある。

## 主な出演

### テレビ
- NEWSもぎたて朝一番(テレビ東京）- フィットネスコーナー
- 僕らに愛を!（1995年、フジテレビ）
- 水戸黄門（TBS）
  - 第24部 第26話「女地獄の大掃除・韮崎」（1996年3月18日） - お光
  - 第25部 第40話「天から降って来た娘・白河」（1997年10月6日） - おはつ
- 火曜サスペンス劇場「向かいの女」（1997年3月8日、日本テレビ）
- ドラマ新銀河 今夜もごちそうさま（1997年7月、NHK総合）
- さむらい探偵事件簿（1996年10月29日 - 1997年3月4日、日本テレビ） - すみれ
- NHK朝の連続テレビ小説 あぐり （NHK総合）
- はぐれ刑事純情派 第9シリーズ（テレビ朝日）
- ガラスの仮面（1997年、テレビ朝日） - 白鳥令奈
- 南町奉行事件帖 怒れ!求馬（1997年、TBS）

### ビデオドラマ
- 痴漢日記　尻を撫で回し続けた男2（1995年）
- 女虐 悪魔の悦び（1995年）
- 警告!のぞきアリ。（1995年7月21日）
- お天気お姉さんR（1996年1月25日）- 仲代桂子
- スキャンドール（1996年）
- BE-BOP-HIGHSCHOOL（Vシネマ第1期 全12作 1996年 - 1997年）- 順子
- 監禁逃亡 淫らな呪い（1997年2月28日） - 主演・加織
- 健康師ダン（1997年）
- 平成残侠伝 狼が斬る!(1998年)

### 写真集
- BONITA（1995年、ワニマガジン社）
- SCAN-DOLL（1996年、勁文社）

## CD（藤原久美名義）

### シングル
- 純愛 c/w 卒業の朝 - （1993年1月1日）